# 17 (telenovela)
17 (escrita como Diecisiete) es una telenovela chilena, producida y emitida en 2005 por Televisión Nacional de Chile. Es la continuación de 16, transmitida en 2003.
Escrita por Marcelo Leonart y Nona Fernández en colaboración con Hugo Morales y Ximena Carrera, con la asesoría de contenidos de Jorge Marchant Lazcano, producida por Daniela Demicheli, dirigida por Víctor Huerta, bajo la producción ejecutiva de Pablo Ávila Guerrero.
Fue grabada en 2004 y el objetivo fue transmitirla como fecha principal durante el verano de 2005, extendiéndose hasta mayo de ese año. Escrita por Marcelo Leonart con la colaboración de Hugo Morales, Nona Fernández y Ximena Carrera.

## Argumento
Los alumnos del Antumapu pasaron a cuarto medio, y si pensaban que el año anterior fue intenso, ni siquiera sospechan lo que les ocurrirá en los meses venideros. Muy pronto, los muchachos se darán cuenta de que la vida adulta está a la vuelta de la esquina, con muchos enredos y dificultades. Lo comprenderán Nacho (Cristián Arriagada) y Magdalena (Francisca Lewin), cuando la despampanante Silvina (Julieta Camaño), ahijada argentina del padre de Magdalena, irrumpa de lleno en sus vidas. La chica no solo dificultará la relación de los jóvenes pololos, sino que también su relación familiar, cuando Magdalena intuya que Silvina es parte importante de un oscuro episodio en el pasado de su padre.
Por otra parte, los mellizos Pablo (Matías Oviedo) y Matilde (Fernanda Urrejola) tratan de acomodarse al hecho de tener un padre, pero la idea de una familia feliz y acogedora se irá diluyendo cuando Matilde empiece a rechazar la figura paterna que Demetrio (Patricio Achurra) trata de imponer.
Pero eso no es todo, porque luego de un caótico inicio de clases con el colegio al mando de su hermana Sofía (Consuelo Holzapfel), Manuel (Willy Semler) decide reimplantar el orden en el Antumapu, asumiendo nuevamente como el director del establecimiento con el objetivo de reinstaurar la disciplina a toda costa.
Decisiones importantes y secretos familiares. La búsqueda del vértigo. Hijos enfrentados a sus padres. Padres desconociendo a sus hijos. La amistad y el amor ante la cuenta regresiva. La adultez solo un paso más allá.

## Reparto

### Principales
- Francisca Lewin como Magdalena Arias[2]
- Cristián Arriagada como Ignacio Vargas[3]
- Julieta Camaño como Silvina Cantilo[4]
- Willy Semler como Manuel Arias
- Consuelo Holzapfel como Sofía Arias[5]
- Fernanda Urrejola como Matilde Arias
- Juan José Gurruchaga como Darío Carmona
- Sandra O'Ryan como Verónica Salazar[6]
- María Izquierdo como Paulina Olivares
- Isabel Ruiz como Canela Talavera
- Mauricio Inzunza como Álvaro Munizaga
- Luz Valdivieso como Alejandra Moretti[7]
- Matías Oviedo como Pablo Arias
- Lorene Prieto como Ester Costa
- Patricio Achurra como Demetrio Alquinta
- Antonella Orsini como Fabiana Tamayo
- Francisca Tapia como Estrella Toro
- Pablo Cerda como David Alfaro
- Christian Pérez como Nicolás Paredes
- Mario Gatica como Elías Santelices
- Liliana García como Oriana Fernández
- Luz Croxatto como Lucía Maturana
- Luis Gnecco como Marcos Talavera
- Hugo Medina como Ambrosio Vargas
- Maité Fernández como Azucena Mora

## Banda sonora
| 1. Polo Vargas & Sol Aravena - 17 (Tema central) 2. Tiziano Ferro - Alucinado (Tema de Nacho y Magdalena) 3. Aleks Syntek - Duele El Amor ft. Ana Torroja 4. Hoobastank - The Reason (Tema de Nacho y Silvina) 5. U2 - Sometimes You Can't Make It On Your Own (Tema de David y Magdalena) 6. Marilyn Manson - Sweet Dreams (Tema de David) 7. Marilyn Manson - This Is the New Shit (Tema de David) 8. Álex Ubago - Cuanto antes 9. Julieta Venegas - Lento 10. Link Wray - Rumble (Tema de Nicolás) 11. EM 3,14 - Cara o sello 12. María Jimena Pereyra - Si no estás aquí 13. Belinda - Angel (Tema de Pablo y Fabiana) 14. Sin Bandera - Que lloro (Tema de Dario y Veronica) 15. Obie Bermúdez - Antes (Tema de Álvaro y Canela) 16. La Ley - Mirate (Tema de David y Matilde) 17. Airbag - La partida de la gitana 18. Cloro - Planchador 26 19. Attaque 77 - Arrancacorazones (Tema de Pablo y Estrella) 20. Ashlee Simpson - Pieces Of Me (Tema de Alejandra) 21. Hilary and Haylie Duff - Our Lips Are sealed 22. Linkin Park - Breaking The Habit 23. Linkin Park - Somewhere I Belong 24. Julieta Venegas - Donde Quiero Estar 25. The Offspring - Original Prankster 26. The Rasmus - First Day Of My Life 27. Infectious Grooves - Groove Family Cyco 28. The Offspring - Hit That 29. Oasis - Stand By Me 30. Franz Ferdinand - Take Me Out 31. Electrodomésticos - Pez 32. Evanescence - My Immortal (Tema de Magdalena) 33. Lenny Kravitz - Calling All Angels 34. Black Eyed Peas - Let's Get Retarted (Tema de Nicolas) 35. White Zombie - More Human Than Human 36. Maroon 5 - She Will Be Loved 37. Green Day - Boulevard of Broken Dreams 38. B 52's - Love Shack 39. Charly García ft. Pedro Aznar - Pasajera En Trance 40. Lil Louis - French Kiss 41. Taylor Dayne - Love Will Lead You Back 42. Soda Stereo - Estoy Azulado | 1. Dzihan & Kamien - Ford Transit 2. Beck - Loser 3. Franz Ferdinand - The Dark Of Matinee 4. Lulú Jam - Chocolate bom 5. Miranda! - Yo Te Diré 6. Seal - Walk On By 7. Blur - Girls And Boys 8. Coldplay - The Scientist 9. Björk - Big time sensuality 10. Linkin Park ft. Jay Z - Numb/Encore 11. Robbie Williams - Rock DJ 12. Placebo - The Bitter End 13. Safri Duo - Fallin' High 14. Gustavo Cerati - Marea De Venus 15. Soulfly ft. Corey Taylor - Jump Da 16. Lulú Jam! - Bombombeame 17. 4 Non Blondes - What's Up 18. Ashlee Simpson - La La 19. Avril Lavigne - Nobody's Fool 20. Avril Lavigne - Losing Grip 21. Collective Soul - The World I Know 22. Danzig - Can't Speak 23. Sparklehorse - Wish You Were Here 24. Evanescence - Bring Me To Life 25. Evanescence - Everybody's Fool 26. Depeche Mode - Strangelove (Pain Mix) 27. Coldplay - In My Place 28. Beastie Boys - Sabotage 29. Gms - Juice 30. INXS - The Strangest Party (These Are The Times) 31. Blink 182 - Dammit 32. Cafe Tacvba - Puntos Cardinales 33. Coldplay - Trouble 34. Nina Simone & Felix Da Housecat - Sinnerman (Felix Da Housecat's Heavenly House Mix) 35. David Archuleta - Somewhere Only We Know 36. OutKast - Hey Ya! 37. Lucybell - Amanece 38. Marilyn Manson - Tainted Love 39. Deftones - My Own Summer 40. Portishead - Numb 41. TOOL - Schism 42. Gwen Stefani - What You Waiting For? (Tema de Fabiana) |